# Туризм в Монголии
Монголию в турбизнесе называют страной вечно голубого неба и ярких впечатлений.
Основной туристический сезон начинается в конце мая и длится до сентября.
На туристов в стране работают около 250 местных частных агентств, причём 80 % туристического рынка делят между собой 10 крупнейших из них. Они объединены в МАТА — Монгольскую ассоциацию туристических агентств.
Всю деятельность турагентств координирует Национальный центр туризма, созданный при Министерстве развития инфраструктуры.
Отели в европейском понимании расположены только в столице и некоторых крупных городах. За их пределами единственным вариантом проживания для туристов является юрта.

## Экотуризм
Природные ландшафты — главная монгольская достопримечательность. Здесь есть масса разнообразных природных биотопов и пейзажей: степи с озёрами и реками в центре страны, тайга и горы — на севере, холмы и гигантская пустыня Гоби с крупнейшим кладбищем останков доисторических животных — на юге. В Монголии много редких растений и животных.
В стране 22 национальных парка, многие из которых обладают отлично развитой туристической инфраструктурой: проложенные дороги, комфортабельные кемпинги, экскурсионные программы, сувенирные магазины и кафе. Каждый из парков предлагает посетителям наблюдение за дикими животными и птицами, а также собственные уникальные маршруты и программы.

## Активный отдых
Страна предлагает туристам множество вариантов для активного отдыха: как стандартных, так и достаточно экзотических.
Среди традиционных видов спортивного туризма здесь можно назвать:
- Пешеходные туры. Великолепная природа Монголии и невероятное обилие солнечных дней в году располагают к многочасовым неспешным прогулкам и многодневным походам. Туристы могут выбирать степные или горные маршруты.

- Верховую езду. Конные туры любой длительности — одна из изюминок туристической Монголии. Лошадей здесь разводили с незапамятных времен, конное поголовье очень велико, практически каждый житель страны уверенно держится в седле. Перед покупкой тура стоит выяснить — привычную европейцам или традиционную монгольскую конную амуницию вам предоставят.

- Автомобильные, велосипедные и мотоциклетные туры. Возможны как испробованные трассы, так и индивидуально разрабатываемые маршруты для групп любой численности и с любыми пожеланиями (например, исключительно по бездорожью).

- Сплавы по рекам. Спортивный рафтинг широко организуется на горных реках в северной части Монголии и в Монгольском Алтае. Наиболее популярным водным маршрутом является сплав по реке Ховд.

- Рыбалку. Для туристов доступна отличная надводная и подводная рыбалка на экологически чистых реках и озёрах на множество видов рыбы: сиговые, лососевые, осетровые.

- Горнолыжный спорт. Возможности для зимнего отдыха с лыжами и сноубордами предлагает единственный пока современный оборудованный монгольский горнолыжный курорт Sky Resort недалеко от столицы.

- Охоту. Множество иностранных охотников специально приезжает в Монголию на специализированные туры по добыче волков, куланов, горных баранов, диких коз.

Кроме всего вышеперечисленного, в Монголию охотно едут специальные приключенческие и экзотические туры длиной от одной до нескольких недель. Обычно они включают сразу несколько видов передвижения — верховая езда, пешие переходы, сплавы по рекам, мототуры — по заповедным местам страны, посещение труднодоступных достопримечательностей, а также проживание в юртах и кемпингах вдали от цивилизации. Существуют и специализированные разработки для любителей вроде йога-туров или охоты с беркутами.

## Культурно-исторический туризм
Монголия — древнее государство, поэтому здесь есть все предпосылки для развития культурно-исторического туризма.
Основными экскурсионными объектами являются архитектурные памятники монгольской империи средних веков (например, древний город Каракорум); буддийские монастыри с храмами Эрдэни-Дзу, Амарбаясгалант, Гандан; наскальные рисунки и рунические стелы в степях; гора Богд-Ул, место рождения и детства Чингисхана.
Среди современных достопримечательностей можно назвать крупные города Монголии, особенно столицу Улан-Батор, где монастыри, азиатские рынки и музеи соседствуют с театрами, парками аттракционов, галереями
Отдельно нужно сказать о местных грандиозных национальных красочных фестивалях и праздниках, на которые собирается масса туристов:
- Фестиваль Надом — многолюдный трёхдневный июльский праздник «трёх мужских игр»: борьбы, скачек и стрельбы из лука. Проводится по всей стране.
- Цаган Сар — монгольский Новый год по лунному календарю, отмечается в начале весны.

Кроме этого в стране существует масса более мелких и локальных праздников: кулинарных, музыкальных, охотничьих, детских. Есть среди них и достаточно экзотические, например Праздник льда или Фестиваль яков.